# No strings
No strings is het derde en laatste studioalbum van de Britse rockband Ace.
Het voorgaande album van deze groep, Time for another, was een debacle geworden en daarom moest ACE met dit album veel toeren om nog enige inkomsten te verkrijgen. Tevens verhuisden ze naar Los Angeles in de Verenigde staten. Phil Harris voelde hier niet voor en bedankte voor deelname aan dit album. Hij werd vervangen door Jon Woodhead. Ace trok de geluidsstudio in om te beginnen aan hun derde album, maar kreeg ineens een andere muziekproducent toegewezen, omdat de band inmiddels naar de VS was verhuisd. In eerste instantie zou Bob Fraboni (die eerder werkte met The Band en de Beach Boys) die taak op zich nemen, maar het werd Trevor Lawrence.
No strings werd evenmin een commercieel succes en midden 1977 viel het doek definitief voor Ace.

## Musici
- Paul Carrack – zang, toetsinstrumenten
- Alan “Bam” King – zang, gitaar
- Jon Woodhead – zang, gitaar
- Terry “Tex” Comer – zang, basgitaar
- Fran Bryne – slagwerk, percussie
- Trevor Lawrence, Bobby Keyes- tenorsaxofoon
- Jim Price – trombone
- Steve Madaio – trompet

## Muziek
| Nr. | Titel                                  | Duur |
| --- | -------------------------------------- | ---- |
| 1.  | Rock ’nd roll singer (Carrack, Comer)  | 5:01 |
| 2.  | You’re all that I need (Carrack)       | 3:46 |
| 3.  | Crazy world (King)                     | 3:32 |
| 4.  | I’m not takin’ it out on you (Carrack) | 3:33 |
| 5.  | Movin’ (Carrack, Woodhead)             | 4:29 |
| 6.  | Gleaming the gloom (King, Harris)      | 5:39 |
| 7.  | Let’s hang on (Carrack)                | 3:13 |
| 8.  | Why did you leave me (Comer)           | 3:57 |
| 9.  | Found out the hard way (Carrack)       | 4:00 |
| 10. | C’est la vie (Carrack)                 | 3:20 |